# Handbok i varukännedom för alla
Handbok i varukännedom för alla är en bok av den svenske författaren Anders Roswall. Den gavs ut för första gången 1903, för att återigen ges ut 1909 i serien Det bästa av allt. Boken är ämnad att ge hemmafruar råd vid hushållssysslor, framförallt vid inhandling av sådana, och tar upp en mängd råvaror, samt hur dessa förfalskas och görs sämre. Boken trycktes i många upplagor och blev populär.